# Giuseppe Arimondi
Pour les articles homonymes, voir Arimondi.
Giuseppe Edoardo Arimondi (Savillan, 26 avril 1846 - Adoua, 1er mars 1896) est un général italien, tombé lors de la bataille d'Adoua et décoré de la médaille d'or de la valeur militaire à titre posthume.

## Biographie

### Début de carrière militaire
Né à Savillan, dans la province de Coni, le 26 avril 1846, fils de Pietro Francesco Arimondi et de Barbara Appiotti, il fréquente l'Académie royale militaire de Modène, dont il sort en 1865 avec le grade de sous-lieutenant (sottotenente), affecté au corps des Bersaglieri. Un an plus tard, en 1866 puis en 1870, il participe à deux missions en territoire étranger. En 1873, avec le grade de capitaine (capitano), il suit l'école de guerre de l'état-major général et en 1874, ayant obtenu le grade de major (maggiore), il rejoint le corps de l'état-major général.

### Affectations militaires en Érythrée
En 1887, il est affecté au corps expéditionnaire en Érythrée, sous le commandement du général Alessandro Asinari di San Marzano, où il reste jusqu'en 1890. En 1892, en même temps que sa promotion au grade de colonel (colonnello), il reçoit le poste de commandant des troupes déployées en Érythrée. Au cours de sa période de commandement en Érythrée, de nombreuses batailles sont enregistrées, mais la plus importante a eu lieu le 21 décembre 1893 lorsque, dans une dure bataille à Agordat, il a vaincu les Derviches sous le commandement de l'émir de Ghedareff, Ahmed Ali, bloquant ainsi son avancée vers Massaoua. La bataille qu'il remporta contre les Derviches lui valut d'être promu au rang de major-général (maggiore generale) pour mérite de guerre.
En 1894, il devient un proche collaborateur du gouverneur de la colonie érythréenne, le général Oreste Baratieri, et participe à la conquête de Kassala et aux batailles de Coatit et Senafè. Arimondi se retrouve rapidement en désaccord avec le gouverneur, qui n'est pas d'accord avec son modus operandi, car les tactiques de guerre du général Arimondi sont très axées sur l'offensive et la surprise. Il propose d'attaquer au plus vite les troupes érythréennes, qui se centralisent vers le Tigré sur ordre de le Négus Ménélik II, afin de les désorganiser et de ne pas leur permettre de former un front d'attaque. Le gouverneur, en désaccord avec cette tactique, n'a pas approuvé la mission et, en réponse, Arimondi a demandé à deux reprises un rapatriement immédiat, qui a toutefois été refusé par le gouvernement et le gouverneur lui-même.

## La guerre en Abyssinie

### Phases initiales
Le 12 janvier 1895, sur les hauteurs de Coatit, les troupes italiennes, commandées par le général Baratieri, se heurtent à celles du ras Mangascià et, après une âpre bataille de deux jours, les restes de l'armée ennemie sont décimés par la lourde canonnade des Italiens. Au cours des mois suivants, Baratieri progresse de manière décisive dans le Tigré, occupant Adigrat (23 mars), Adoua (3 avril) et ensuite Axum, la ville sainte avec ses obélisques, Macallè et tout le territoire d'Agamè. À l'automne, on peut dire que toute la région du Tigré est occupée et Baratieri peut ainsi retourner à Massaoua. Cependant, quelques semaines plus tard, c'est le négus Menelik II lui-même qui est sur le sentier de la guerre, dénonçant l'occupation italienne indue du Tigré, un territoire que le traité de Wouchalé (Trattato di Uccialli) attribuait à l'Éthiopie.
Ayant fait des réserves de nourriture, de bétail, d'armes et de munitions, Ménélik II rassemble une immense force pour marcher contre la colonne italienne. Au printemps 1895, son armée est prête, mais l'avance est reportée à l'automne, lorsque la grande saison des pluies sera terminée. Début décembre, l'armée abyssinienne, forte de 100 000 hommes, est divisée en deux sections : une au nord du lac Ascianghi sous le commandement de Ras Mekonnen (30 000 hommes) et une au sud sous le commandement de Negus lui-même (70 000 hommes). Les forces italiennes, largement inférieures, sont également divisées en deux contingents : 5 000 hommes sont stationnés à Adigrat et le même nombre à Macallè, sous la direction du général Arimondi.

### Bataille d'Amba Alagi
Début décembre, Arimondi veut avancer de Macallè pour soutenir le major (maggiore) Pietro Toselli, qui est isolé avec sa compagnie sur le plateau d'Amba Alagi, dans la position la plus avancée, et qui sera donc le premier à entrer en contact avec l'ennemi. Cependant, le gouverneur Baratieri télégraphie que la garnison de Macallè doit être maintenue et interdit au général Arimondi de bouger, permettant aux Abyssins un massacre facile des quelque 2 000 soldats sous le commandement du major Toselli, qui sont tous morts héroïquement le 7 décembre. Arimondi, qui avait avancé jusqu'à Aderà, à 20 km d'Amba Alagi, ne put que rassembler les quelques survivants pour se replier sur Adigrat, laissant le lieutenant-colonel (tenente colonnello) Giuseppe Galliano avec 1 300 hommes dans le fort de Macallé.

### Siège de Macallé et phases suivantes
L'armée du Négus entame le siège du fort de Macallé, que les Italiens, bien que privés de sources d'eau, défendent contre tous les assauts, si bien que l'ennemi doit finalement se contenter d'attendre leur capitulation par la soif. Parallèlement au siège, les négociations de paix se poursuivent et culminent le 17 janvier 1896, lorsque Ménélik II propose une cessation des hostilités et exige l'annulation du traité d'Uccialli en contrepartie. En contrepartie, il promet de libérer du siège les Italiens enfermés dans le fort de Macallé. Mais le gouvernement italien, tout en exigeant la libération des assiégés de Macallé, reste ferme dans sa demande de renouvellement du traité d'Uccialli, de sorte qu'aucun accord ne peut être trouvé. Pendant ce temps, l'armée abyssinienne, afin de déborder les troupes italiennes, se dirige vers Aduoa.
Ménélik II n'a cependant pas attaqué de manière décisive, ne perdant toujours pas l'espoir d'un règlement pacifique. Mais aucun compromis n'est possible tant que Baratieri insiste, comme l'ordonne Rome, sur la reconnaissance du traité de Wouchalé et le protectorat sur l'Éthiopie. Cependant, dans les derniers jours de février, les provisions de l'armée italienne sont si faibles qu'elles ne suffiront que pour quelques jours encore. Il fallait donc soit battre en retraite, soit tenter, par une avancée sur Adoua, d'ouvrir la route de ravitaillement la plus courte vers les entrepôts d'Adi Ugri et d'Asmara. Baratieri est plutôt partisan de la retraite mais, ayant entendu dans la soirée du 28-29 février l'avis des autres généraux qui sont unanimement favorables à l'attaque, il décide finalement d'affronter l'ennemi avec ses 15 000 hommes contre plus de 120 000 pour Ménélik II.

## La bataille d'Adoua

### Casus belli et stratégie
Dans la nuit du 29 février au 1er mars, le général Baratieri a décidé d'avancer depuis la position bien défendue de Saurià. L'idée était d'entraîner l'armée de Ménélik, ou du moins son arrière-garde, dans un combat acharné qui la ferait inévitablement capituler. Il a été incité à faire cette manœuvre risquée, afin d'engager la bataille, à la suite du télégramme que le chef du gouvernement, Francesco Crispi, lui avait envoyé le 25 février : " C'est une bataille militaire, pas une guerre ". Le 29 février à 21 heures, l'armée se déplace en trois colonnes : à droite, la colonne dirigée par le général Vittorio Dabormida (2 500 hommes), au centre celle du général Arimondi (également 2 500 hommes) et à gauche celle du général Matteo Albertone (4 000 hommes).

### Échec du plan Baratieri
Selon les intentions du commandant, l'arrivée des têtes de colonne aux positions préétablies devait avoir lieu à la même heure, à 5 heures du matin le 1er mars, mais, en raison de multiples malentendus et d'une connexion défectueuse, les choses se sont déroulées très différemment. Pendant l'approche, la brigade d'Albertone a croisé la brigade centrale d'Arimondi, qui a dû s'arrêter pour la laisser passer. La brigade d'Albertone a ensuite accéléré sa marche, arrivant tôt (3h00) à l'endroit prédéterminé par Baratieri pour la halte. Cependant, le général Albertone, au lieu de s'arrêter, décide inexplicablement de reprendre l'avance.
En suivant les indications de quelques guides locaux et sans s'assurer de la liaison avec les colonnes de droite, Albertone a avancé pour atteindre ce qu'il croyait à tort être son objectif, s'éloignant ainsi énormément du reste des rangs. Le malentendu provenait d'une erreur dans le croquis réalisé par Baratieri, dans lequel la colline Enda Chidane Meret, point de convergence des troupes d'Albertone, se trouvait en réalité à plusieurs kilomètres au sud-ouest du site indiqué par ce nom sur la carte. Enfin, à 5h30 du matin, la colonne d'Albertone atteignit le col d'Enda Chidane Meret, mais l'observation de la colonne italienne fut immédiatement faite par les Abyssins et eut pour effet d'alarmer tout le camp, qui se trouvait non loin de là.

### Défaite du général Albertone
Immédiatement, les Abyssins submergent Albertone : après plus d'une heure de vaillants combats, le bataillon Turitto, l'avant-garde d'Albertone, décimé, est contraint de se replier sur le gros de l'armée, qui à son tour est attaquée de front et sur le flanc gauche par 30 000 hommes qui tentent d'empêcher sa retraite. Peu avant 7 heures du matin, Albertone, inquiet, rédige un message pour le général Baratieri, lui demandant d'intervenir. Ce dernier, se rendant compte de ce qui s'était passé, ordonna à la brigade dirigée par Dabormida de se diriger vers le sud-ouest pour soutenir la brigade d'Albertone et à la brigade d'Arimondi de tourner également à gauche vers Monte Rajo. Le général Dabormida, dans une tentative de soulager la pression sur Albertone, pousse sa brigade dans la profonde vallée de Mariam Sciauitù, où elle se heurte à des forces ennemies bien supérieures.
À 10h30, la brigade de Dabormida, qui avait tenté sans succès d'aider Albertone, était à son tour coupée de l'armée abyssinienne. En fait, la bataille s'était maintenant divisée en trois batailles distinctes et indépendantes : sur le col Enda Chidane Meret, les hommes d'Albertone combattaient, sur le Mont Rajo ceux d'Arimondi, qui tentaient de résister durement, et enfin dans la vallée de Mariam Sciauitù ceux menés par Dabormida. Dans les trois positions, l'ennemi jouissait d'une supériorité numérique écrasante et les colonnes italiennes, trop éloignées les unes des autres, étaient incapables de s'entraider. À 10h00, avec tous les officiers tombés et l'artillerie perdue, les quelques survivants de la brigade Albertone ont été forcés de se retirer en désordre, jusqu'à ce qu'à 11h00 la brigade soit complètement anéantie.

### Fin de la brigade d'Arimondi
Le contingent qui l'avait vaincu s'est tourné vers la brigade d'Arimondi, qui a dû subir un double effort, tandis qu'une autre section a réussi à se caler entre les troupes d'Arimondi, les seules à se battre encore efficacement, et celles de Dabormida. Cependant, les soldats d'Arimondi, perchés sur le mont Rajo, sont dans une position précaire. Bien qu'ils en soient conscients, faisant preuve d'un suprême esprit de sacrifice et d'un profond sens du devoir, ils ont attendu sur leurs positions l'arrivée de l'ennemi qui était immensément supérieur en nombre et qu'ils voyaient disparaître pour réapparaître de plus en plus près à chaque fois qu'ils montaient dans les creux de la zone. Les troupes abyssines ont balayé la brigade de l'armée envahissante de tous les côtés, brisant leur résistance, qui était ardue et tenace, jusqu'à ce que dans quelques heures Arimondi lui-même trouve la mort, l'artillerie entière a été perdue et les quelques survivants ont cherché au hasard un moyen de sortir.
La brigade de Dabormida, la dernière à résister dans la vallée de Mariam Sciauitù, avait entre-temps réussi à repousser un premier assaut ennemi. Mais dès que Dabormida envoya la nouvelle de ce premier succès au commandant Baratieri, les Abyssins, qui avaient juste auparavant dissous la colonne d'Arimondi sur le Mont Rajo, firent irruption derrière lui. Les soldats de Dabormida résistent pendant plus d'une heure avec un courage extrême, jusqu'à ce que le général, sans nouvelles de ce qui se passe dans le reste du champ de bataille et menacé d'encerclement, ordonne la retraite. Cependant, il était trop tard pour que le désengagement de l'ennemi soit effectué de manière ordonnée, d'autant plus que Baratieri n'avait pas prévu les lignes de retraite, et c'est ainsi que le général Dabormida lui-même a péri sur le terrain.
En début d'après-midi, de nombreux groupes de troupes dissoutes continuaient à se battre désespérément, barricadés sur les sommets des montagnes de la région et complètement encerclés par l'ennemi. Il reste 6 600 hommes sur le terrain, dont 262 officiers, y compris des Italiens et des àscari, 5 000 blessés et 1 700 prisonniers. Les pertes des Abyssins sont également très élevées, ce qui démontre la vaillance avec laquelle les troupes italiennes et indigènes ont combattu à cette occasion, malgré leur infériorité numérique et les graves erreurs tactiques des commandants. Le général Giuseppe Arimondi a reçu à titre posthume la médaille d'or de la valeur militaire.

## Rivalité avec Baratieri
En février 1896, les contrastes entre le gouverneur Baratieri et le général Arimondi sont évidents et manifestes pour tous. Le général Arimondi, peut-être parce qu'il avait été privé du commandement de la brigade indigène, la plus convoitée, pour le confier au général Matteo Albertone, ne perd pas une occasion de critiquer les actions du général Baratieri, même durement, allant jusqu'à définir la reconnaissance armée continue que son commandant en chef ordonnait pour contrôler l'ennemi comme "l'onanisme de l'art militaire".
Dans ce contexte, les jeunes officiers, désireux de venger la rebuffade d'Amba Alagi, sont naturellement enclins à partager la ligne de pensée du général Arimondi, unanimement reconnu et apprécié comme le héros de l'Agordat, plutôt que les attentes de Baratieri, jugées trop prudentes. Ce concours de circonstances a inévitablement entraîné un climat très lourd dans l'état-major de la colonie.

## Décorations
- médaille d'or de la valeur militaire

- Après avoir combattu vaillamment avec sa brigade, lorsque celle-ci a été submergée, il n'a pas voulu battre en retraite mais, avec des groupes du 9e bataillon et d'autres corps d'armée, il a continué à se battre avec acharnement sur Monte Raio, jusqu'à ce qu'il y soit tué. Adua (Érythrée), le 1er mars 1896.
- Mars 1898
- médaille d'argent de la valeur militaire

- En tant que commandant du 2e, il a participé à toutes les opérations d'Adi-Ugri à Adua, Coatit et Senafè, a toujours été un conseiller utile dans les opérations et a contribué efficacement à la conduite des troupes.
- 31 mars 1895
- Officier de l'Ordre des Saints-Maurice-et-Lazare

- Officier de l'Ordre militaire de Savoie

- Chevalier de l'ordre de la Couronne d'Italie

- Médaille commémorative des campagnes d'Afrique

## Source
- (it) Cet article est partiellement ou en totalité issu de l’article de Wikipédia en italien intitulé « Giuseppe Arimondi » (voir la liste des auteurs).